# Siegfried Hilpert
Siegfried Max Richard Hilpert (* 18. März 1883 in Straßburg, damals Reichsland Elsaß-Lothringen; † 3. März 1951 in Brookline, Massachusetts) war ein deutscher Chemiker.

## Leben
Siegfried Hilpert war der Sohn des kaiserlichen Musikdirektors Friedrich Bruno Hilpert und dessen Frau Alma Caroline Marie Hilpert, geborene Sering. Er besuchte das Gymnasium in Straßburg und bis 1902 das Kaiser-Wilhelm-Gymnasium in Hannover. Er studierte Chemie in Berlin und promovierte 1905 bei Emil Fischer und Walther Nernst mit der Arbeit „Chemische Lichtwirkungen: Ueber Reaktionen des 4-Amido-2-nitrostilbens“. 1905–1907 war er Privatassistent bei Emil Fischer. Die Habilitation folgte 1910 an der TH Berlin.
1909–1914 arbeitete er als Privatdozent für Metallurgie und anorganische Chemie an der TH Berlin. 1909 veröffentlichte er einen Artikel zur Verwendung von Ferriten als Magnetkern. Mit seinem „historischen Patent“ von 1908 wurde bekannt, dass Oxide Träger magnetischer Eigenschaften sein können. Danach war er ein Jahr Abteilungsleiter des Kaiser-Wilhelm-Instituts für Kohlenforschung in Mülheim/Ruhr.
1915–1926 arbeitete er in der Industrie, bei Stinnes, der Deutsch-Luxemburgischen Bergwerks- und Hütten-AG und ab 1921 als Generaldirektor der Koholyt AG in Königsberg. 1919 heiratete er Adele Bösener, mit der er die Kinder Heinz und Erika hatte.
1922–1930 war er Honorarprofessor an der TH Berlin und danach bis 1939 an der TH Braunschweig o. Professor für Chemie und chemische Technologie, wobei er zu Cellulose und Herstellung des Strohzellstoffs forschte. Ein Institut für landwirtschaftliche Technologie wurde neu errichtet. Daneben liefen Untersuchungen über den Magnetismus der Eisenoxyde und -oxychloride sowie über Natrium-, Silicium- und Kupferferrite. Sein Hilfsassistent, der Ingenieur Albert Wille (* 13. Oktober 1909 in Salder) schrieb 1933 seine Doktorarbeit „Über den Zusammenhang zwischen Aufbau und Ferromagnetismus der Ferrite“.
Als Hilpert im Sommer 1939 seinen Urlaub in der Schweiz verbrachte, reiste er drei Tage vor Kriegsbeginn nach Südfrankreich und wurde hier bis zum Ende des deutschen Feldzugs interniert. Dabei verwaiste das Institut nach kurzer Vertretung durch Heinrich Hock von der Bergakademie Clausthal. Nach Durchsicht seiner Vernehmungsakten wurde Hilpert in Braunschweig erneut verhaftet und 1941/42 vor dem Reichskriegsgericht wegen Landesverrat und Feindbegünstigung zum Tod verurteilt, womit das Beamtenverhältnis endete. Im August 1942 wurde das Urteil in eine Haftstrafe umgewandelt.
Das nach dem Krieg wieder angebotene Braunschweiger Institut lehnte Hilpert ab. 1945 bis 1947 arbeitete er bei der Zellstofffabrik Waldhoff, wurde danach an der TH Braunschweig Prof. em. und zog in die USA.
Seine Witwe richtete 1981 eine Stiftung ein, aus der Stipendien für Doktoranden des Braunschweiger Instituts vergeben werden.